# Eutrachelophis bassleri
Espèce
Eutrachelophis bassleri  est une espèce de serpents de la famille des Dipsadidae.

## Répartition
Cette espèce est endémique de la région de Loreto au Pérou.

## Étymologie
Son nom d'espèce lui a été donné en l'honneur de Harvey Bassler.

## Publication originale
- Myers & Mcdowell, 2014 : New Taxa and Cryptic Species of Neotropical Snakes (Xenodontinae), with Commentary on Hemipenes as Generic and Specific Characters. Bulletin of the American Museum of Natural History, no 385, p. 1-112 (texte intégral).